# Karel Mokrý
Karel Mokrý est un joueur d'échecs tchécoslovaque né le 7 février 1959 à Prostějov.

## Biographie et carrière
Karel Mokrý fut deuxième du championnat tchécoslovaque en 1982, 1985 et 1989.
Grand maître international depuis 1984, Mokrý a représenté la Tchécoslovaquie lors de quatre olympiades de 1984 à 1992 et la République tchèque lors des olympiades de 1994 et 1996 (au troisième échiquier), marquant 39 points en 63 parties. Lors de l'Olympiade d'échecs de 1990, il marqua 8,5 points sur 11 (six victoires et cinq nulles) et l'équipe tchécoslovaque finit quatrième de la compétition.
Mokrý remporta le tournoi d'échecs de Reggio Emilia 1983-1984 après avoir terminé deuxième de l'édition précédente (1982-1983). Il finit deuxième ex æquo du mémorial Rubinstein en 1985. Il fut vainqueur du tournoi de Trnava en 1983, 1984 et 1988. Il remporta la Coupe Politiken 1985 à Brøndby.
En 1991, il finit 1er-6e du tournoi de Brno, ex æquo avec Zsuzsa Polgar, Chirov, Epichine, Rogers et Dautov (5/9, 10 joueurs).
Il gagna le championnat tchèque en 1995.